# Підкамінська селищна рада
Підкамінська селищна рада — орган місцевого самоврядування у Бродівському районі Львівської області. Адміністративний центр — селище міського типу Підкамінь.

## Загальні відомості
Підкамінська селищна рада утворена в 1939 році. Територією ради протікає річка Підкамінка.

## Населені пункти
Селищній раді підпорядковані населені пункти:
- смт Підкамінь
- с. Паньківці
- с. Стрихалюки
- с. Яблунівка

## Склад ради
Рада складається з 16 депутатів та голови.

### Керівний склад попередніх скликань
| ПІБ                      | Основні відомості                                                                                 | Дата обрання | Дата звільнення |
| ------------------------ | ------------------------------------------------------------------------------------------------- | ------------ | --------------- |
| Чумак Михайло Михайлович | Селищний голова, 1964 року народження, освіта вища, член Всеукраїнського об'єднання «Батьківщина» | 26.03.2006   | 31.10.2010      |
| Чумак Михайло Михайлович | Селищний голова, 1964 року народження, освіта вища, безпартійний                                  | 31.10.2010   |                 |

Примітка: таблиця складена за даними джерела